# Nkwazi Football Club
El Nkwazi Football Club és un club de futbol de la ciutat de Lusaka, Zàmbia. Juga a l'estadi Edwin Imboela. El club és patrocinat pel Zambia Police Service i els jugadors són tant policies com altres ciutadans.
Va ser fundat el 1978. L'any 2015 fou finalista de la Copa Barclays.